# Albert De Hert
Albert De Hert, teilweise auch Albert Dehert geschrieben, (* 18. November 1921; † 8. Juli 2013) war ein belgischer Fußballspieler.

## Sportlicher Werdegang
De Hert begann während des Zweiten Weltkriegs mit dem Fußballspielen bei K. Berchem Sport. Dort avancierte der Stürmer zum Nationalspieler, am 2. Januar 1949 debütierte er beim 1:1-Unentschieden gegen Spanien im Jersey der belgischen Nationalmannschaft. Bereits im folgenden Länderspiel erzielte er beim 3:1-Erfolg über Wales sein erstes Nationalmannschaftstor. Bis November 1950 bestritt er insgesamt zehn Länderspiele, dabei erzielte er drei Tore. In der Spielzeit 1950/51 war er mit 27 Treffern Torschützenkönig der Pro League, kam aber – trotz drei weiterer Berufungen bis zum Herbst 1951 – zu keinen weiteren Länderspieleinsätzen.
1955 beendete De Hert seine aktive Laufbahn. Anschließend war er in Antwerpens Gastronomie tätig.